# Conceição de Ipanema
Conceição de Ipanema és un municipi brasiler de l'estat de Minas Gerais. La seva població estimada el 2010 era de 4.336 habitants.